# Римски терми (Кюстендил)
Римските терми в Кюстендил са римски обществени бани.

## Местоположение, история и архитектурни особености
Намират се в централната част на град Кюстендил, в съседство с джамията „Ахмед бей“. Термите са изградени през 2 – 3 в. и са част от голям комплекс – асклепион.
На площ от около 1000 m² са разкрити части от 6 помещения. Предполагаемата площ на сградата е около 3000 m². Големите правоъгълни помещения се свързват помежду си с входове, оформени от гранитни прагове със следи от двукрили врати.
Техниката на градеж е смесена зидария „opus mixtum“ от редуващи се каменни и тухлени пояси от по четири реда тухли с хоросан, смесен със счукана тухла.
Всички помещения са снабдени с централна отоплителна инсталация – хипокауст, употребен в две разновидности. Първият вид е от отвесни тухлени колонки или тръби в успоредни редици, покрити отгоре с големи тухли. Вторият вид е аркадосводова система от коридори.
Между отделните помещения има засводени отвори за преминаване на топлия въздух. През едно от помещенията с посока югоизток-северозапад минава главният канал за топлия въздух от префурниума. Подът и стените на залите са били облицовани с мраморни плочи, профилирани корнизи и пиластри.
В някои помещения са открити полукръгли ниши и басейни. Находките от керамика, игли за коса, фрагменти от оброчни плочки, както и колективната находка от 61 сребърни монети от императорите Антоний Пий (138 – 161) и Гордиан II (238) датират сградата от 2 – 3 век. Отоплителните инсталации, полукръглите ниши и басейни определят предназначението ѝ като обществена баня.
Античната баня е архитектурно-строителен паметник на културата с национално значение (ДВ, бр.77/1968 г.).